# Francisco Cavada
Francisco Javier Cavada Contreras (9 de noviembre de 1864-1950) fue un escritor y sacerdote chileno originario de la ciudad de Ancud, en el archipiélago de Chiloé. Fue hermano del profesor y también escritor Darío Cavada.

## Biografía
Francisco Cavada nació en 1864, siendo hijo de Juan Cavada y de Mercedes Contreras. Cursó estudios primarios en el Liceo de Ancud y secundarios en el Seminario Conciliar de Ancud. Posteriormente seguiría la carrera sacerdotal y sería ordenado el 24 de marzo de 1889.
En el ámbito de las letras se dedicó a la cultura, la historia de Chiloé y el dialecto chilote, publicando en 1910 la obra "Apuntes para un diccionario de provincialismos de Chiloé" y en 1914 "Chiloé y los chilotes" en la Revista Chilena de Historia y Geografía, premiada por el Gobierno de Chile. Posteriormente sería autor de la obra "Diccionario manual isleño", nuevamente premiada por la autoridad pública. Además ayudó al misionero alemán Félix de Augusta en la redacción de la obra Gramática araucana, publicada en 1903, pues Augusta no se consideraba con suficiente dominio del idioma español como para escribir él solo una obra de este tipo. El 6 de diciembre de 1932 fue incorporado a la Academia Chilena de la Lengua.
Junto a su labor como escritor, se dedicó a la docencia en el Seminario de Ancud y a la predicación religiosa en el sur de Chile.
Falleció en 1950 a la edad de 86 años.

## Legado
Por su producción literaria en torno a la cultura de Chiloé, se le considera un referente en el rescate de la memoria de esta zona del sur de Chile.
En la ciudad de Ancud existe desde 1938 una calle llamada "Los Cavada" en recuerdo suyo y de su hermano Darío, así como también un sector residencial denominado "Villa Las Artes, Poeta Francisco Javier Cavada". En la misma ciudad también se le dio su nombre a la Biblioteca Pública Municipal N°2.

## Obras
Fue autor de las siguientes obras:

### Historia de Chiloé
- Chiloé y los chilotes (1914).[6]
- Naufragios ocurridos en las costas de Chiloé o en sus proximidades (1927).[7]
- Apuntes Biográficos de personas y familias de Chiloé insular (1934).[8]
- Historia centenaria de la Diócesis de San Carlos de Ancud (1940).[9]

### Literatura religiosa
- Oraciones fúnebres.
- Rasgos Biográficos de los Obispos de Ancud.
- La enseñanza Religiosa en Chile.
- Bellezas de Nuestra Religión.
- Conferencias Apologéticas (1930).[10]
- Pensamientos del más allá: Extractos de la obra "La única cosa necesaria" seguida de "La eternidad se acerca" del R. P. María José Géramb, religioso trapense (1943).[11]
- Artículos de prensa, dedicados a la Juventud Católica (1945).[12]

### Lingüística
- Filología Castellana.
- Repertorio de locuciones y proverbios latinos.
- Apuntes para un Vocabulario de Provincialismo de Chiloé, precedidos de una breve reseña histórica del archipiélago (1910).
- Diccionario manual isleño: provincialismos de Chiloé (1921).[13]